# Тимро
Тимро (на шведски: Timrå) е град в източна Швеция, лен Вестернорланд. Главен административен център на едноименната община Тимро. Разположен е около устието на река Индалселвен на брега на Ботническия залив. Намира се на около 340 km на североизток от централната част на столицата Стокхолм и на 15 km на север от главния град на лена Сундсвал. Получава статут на търговски град (на шведски шьопинг) през 1947 г. Има пристанище и жп гара. До края на северната му част се намира общото летище на градовете Сундсвал и Херньосанд. Населението на града е 10 443 жители според данни от преброяването през 2010 г.

## Спорт
Тимро е известен със своя елитен хокеен отбор. Неговото име е Тимро ИК.